# Municipio de Washington (condado de Defiance)
El municipio de Washington (en inglés: Washington Township) es un municipio ubicado en el condado de Defiance en el estado estadounidense de Ohio. En el año 2010 tenía una población de 1617 habitantes y una densidad poblacional de 17,48 personas por km².

## Geografía
El municipio de Washington se encuentra ubicado en las coordenadas 41°23′1″N 84°30′57″O / 41.38361, -84.51583. Según la Oficina del Censo de los Estados Unidos, el municipio tiene una superficie total de 92.49 km², de la cual 92,49 km² corresponden a tierra firme y (0 %) 0 km² es agua.

## Demografía
Según el censo de 2010, había 1617 personas residiendo en el municipio de Washington. La densidad de población era de 17,48 hab./km². De los 1617 habitantes, el municipio de Washington estaba compuesto por el 97,28 % blancos, el 0,19 % eran afroamericanos, el 0,12 % eran amerindios, el 1,18 % eran de otras razas y el 1,24 % eran de una mezcla de razas. Del total de la población el 3,59 % eran hispanos o latinos de cualquier raza.